# John Lavarack
John Dudley Lavarack (19 décembre 1885 à Brisbane - 4 décembre 1957 à Buderim) est un général australien qui fut le seizième - et premier militaire -gouverneur du Queensland.
Il a notamment commandé la 7e division australienne d’infanterie au début de la campagne de Syrie de juin 1941. 
Mais à partir du 17 juin la bataille s’enlisant, de nouvelles forces sont engagées (6e Division britannique d’infanterie qui intègre alors la 5e Brigade indienne, 10e Division indienne d’infanterie et Force Hab). 

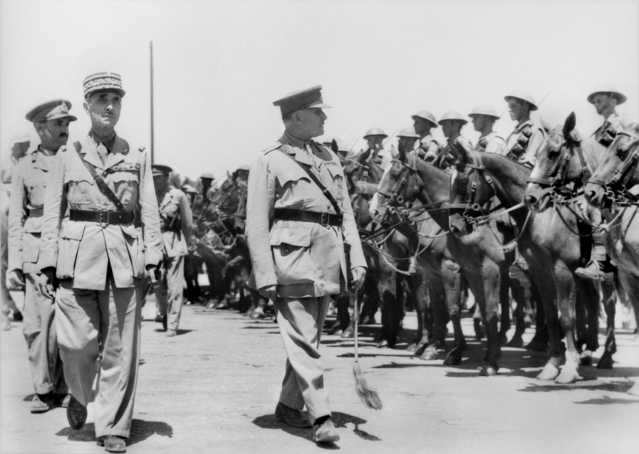
Les généraux Lavarck, Catroux et Henry Maitland Wilson, lors des célébrations du 11 novembre 1941 à Beyrouth devant la 1re division de cavalerie.

Lavarack prend alors le commandement terrestre des opérations menées dans le sud de la Syrie et au Liban. À compter du 18 juin il commande toutes les unités excepté la Force Hab (ou Habforce), la 10e Division indienne et la 1re Division légère française libre.
Il fut gouverneur du Queensland du 1er octobre 1946 jusqu'à sa mort.

## Décorations
- Chevalier commandeur de l'Ordre de Saint-Michel et Saint-Georges (KCMG-1955)
- Chevalier commandeur de l'Ordre royal de Victoria (KCVO-1954),
- Chevalier commandeur de l’Ordre de l’Empire britannique (KBE-1941)
- Compagnon de l’Ordre du Bain (CB-1937)
- Compagnon du Distinguished Service Order (DSO-1918)
- Chevalier du Très vénérable ordre de Saint-Jean (KStJ)
- Croix de guerre 1914-1918 française (1919)